# NPZ
De Neuer Pendelzug ook wel 'Kolibri' genoemd is een elektrisch treinstel bestemd voor het regionaal personenvervoer van verschillende spoorwegmaatschappijen in Zwitserland en in Oostenrijk.

## Neuer Pendelzug
| Serie           | Afbeelding center             | Vervoerder                                | In dienst gesteld          | Aantal | Aantal rijtuigen | Aandrijving                 |
| --------------- | ----------------------------- | ----------------------------------------- | -------------------------- | ------ | ---------------- | --------------------------- |
| RBDe 560        |                               | Schweizerische Bundesbahnen (SBB)         | 1984/ 1987-1990 /1994-1996 | 134    | 3-5              | Wisselstroom / Bovenleiding |
| RBDe 560        |                               | Train des Vignes                          | 1987-1990                  | 2      | 2                | Wisselstroom / Bovenleiding |
| BLS RBDe 565    |                               | BLS                                       | 1982 - 1992                | 22     | 4                | Wisselstroom / Bovenleiding |
| BLS RBDe 565 I  |                               | BLS                                       | 2008                       | 8      | 3                | Wisselstroom / Bovenleiding |
| BLS RBDe 565 II |                               | BLS                                       | 1984-1985                  | 15     | 3                | Wisselstroom / Bovenleiding |
| RBDe 566        |                               | Mittelthurgaubahn (MThB)                  | 1993+1995                  | 4      | 3-4              | Wisselstroom / Bovenleiding |
| RBDe 566        |                               | Schweizerische Südostbahn (SOB)           | 1992                       | 6      | 4                | Wisselstroom / Bovenleiding |
| RBDe 561        |                               | Schweizerische Südostbahn (SOB)           | 1982-1992                  | 4      | 4                | Wisselstroom / Bovenleiding |
| RABDe 567 I     |                               | Transports publics Fribourgeois (TPF)     | 1966                       | 2      | 3-5              | Wisselstroom / Bovenleiding |
| RBDe 567 II     |                               | Transports publics Fribourgeois (TPF)     | 1988                       | 3      | 3                | Wisselstroom / Bovenleiding |
| RBDe 567 I      | (geen afbeelding beschikbaar) | Transports Régionaux Neuchâteloises (TRN) | 1983                       | 1      | 3-5              | Wisselstroom / Bovenleiding |
| RBDe 567 II     | (geen afbeelding beschikbaar) | Transports Régionaux Neuchâteloises (TRN) | 1985-1991                  | 2      | 3-5              | Wisselstroom / Bovenleiding |
| RABDe 568       |                               | Chemin de fer Pont-Brassus (PBr)          | 1966                       | 1      | 3-5              | Wisselstroom / Bovenleiding |
| RBDe 568        |                               | Chemin de fer Pont-Brassus (PBr)          | 1989                       | 2      | 3-5              | Wisselstroom / Bovenleiding |
| MBS NPZ         |                               | Montafonerbahn (MBS)                      | 1990 + 1984                | 2 + 2  | 2                | Wisselstroom / Bovenleiding |